# Dinastía Chera
Dinastía Chēra (Cēra, también llamada Kērala Putra) era una antigua dinastía en el subcontinente de la India, gobernando sobre un área correspondiente a hoy en día el oeste de Tamil Nadu y Kerala central. Junto con las  Chōlas y  Pāndyas, formó los tres principales contendientes reinos de la Edad de Hierro del sur de la India en los primeros siglos de la era común.